# Charthaval
Charthaval là một thị xã và là một nagar panchayat của quận Muzaffarnagar thuộc bang Uttar Pradesh, Ấn Độ.

## Nhân khẩu
Theo điều tra dân số năm 2001 của Ấn Độ, Charthaval có dân số 19.599 người. Phái nam chiếm 53% tổng số dân và phái nữ chiếm 47%. Charthaval có tỷ lệ 51% biết đọc biết viết, thấp hơn tỷ lệ trung bình toàn quốc là 59,5%: tỷ lệ cho phái nam là 59%, và tỷ lệ cho phái nữ là 42%. Tại Charthaval, 19% dân số nhỏ hơn 6 tuổi.